# Останній дзвоник (фільм)
«Останній дзвоник» — кінофільм режисера Грега Гарта, що вийшов на екрани в 2012 році.

## Зміст
Денні і Філ - молоді лоботряси, які ще нічого не добилися в житті. Через те, що їх дядько потрапив за хуліганство у в'язницю, хлопцям доводитися взятися за управління його пабом. Вони придумують різні ідеї, як витягти із закладу більший прибуток, але всі їх думки виходять за рамки загальноприйнятих норм моралі і законів.

## Ролі
| Актор            | Роль |
| ---------------- | ---- |
| Тревіс Ван Вінкл | -    |
| Раян Генсен      | Філ  |
| Тара Рід         | -    |
| Крістофер Ллойд  | -    |
| Діора Берд       | -    |
| Клінт Ховард     | -    |
| Девід ДеЛуіс     | -    |
| Річард Рілі      | -    |
| Джон Каподіче    | -    |
| Том Арнольд      | -    |

## Знімальна група
- Режисер — Грег Гарт
- Сценарист — Скотт Доннеллі, Ерік Ліндсей
- Продюсер — Скотт Доннеллі, Грег Гарт, Спенс Джексон
- Композитор — Майкл Хеберт